# デジュリスタンダード
デジュリスタンダード（英: de jure standard、ラテン語発音: [deː juːre] < 羅: de iure、“法の”）は、標準化団体によって定められた標準規格のこと。日本語ではデジュレスタンダード、デジュールスタンダードなど、表記に揺れが見られることが多い。
対立する概念として、事実上の標準であるデファクトスタンダード（de facto standard）がある。実際にはデファクトスタンダードを標準化団体が追認することでデジュリスタンダードとなる場合もある（Shift JISなどが代表例）。
デジュリスタンダードは、デファクトスタンダードと比べ独占禁止法違反に問われる可能性が低く、またグローバルスタンダード化する際に他国との貿易障壁を減らすことができる。

## 代表的な規格
- IS（International Standard） - 国際標準化機構（ISO）が定める標準。
- ANSI Standard - 米国国家規格協会（ANSI）が定める標準。
- 日本産業規格（JIS） - 日本産業標準調査会の答申を受けて定められる標準。